# Distretto di Kandahar
Il distretto di Kandahar è un distretto dell'Afghanistan appartenente all'omonima provincia.